# Provence (ferry)
Pour les autres navires du même nom, voir Provence (navire).
Le Provence est un ferry ayant appartenu à la Société nationale maritime Corse-Méditerranée (SNCM). Commandé en 1970 aux chantiers de Pietra Ligure par la Compagnie générale transméditerranéenne (CGTM), sa mise en service, initialement prévue pour 1972, sera retardée de deux ans en raison des difficultés financières du constructeur italien. Finalement achevé au Havre, il est mis en service en juin 1974 sur les lignes de la continuité territoriale entre le continent français et la Corse, mais également sur les lignes de l'Algérie. Transféré à la SNCM en 1976, il devient dans les années 1980 un navire saisonnier et ne navigue plus que durant les périodes estivales jusqu'à son retrait en 1988. Vendu à la société grecque Laurel Sea Transport en 1989, il est renommé Poseidon Express (en grec, Ποσειδών Εξπρές, Poseidón Exprés) et affecté aux lignes de la compagnie Arkadia Lines en mer Égée. Sa carrière s'achève prématurément le 20 avril 1996 lorsqu'il fait naufrage dans le port de Parikiá après avoir heurté un récif. Renfloué, il sera finalement démoli trois ans plus tard.

## Histoire

### Origines
En 1969, les services méditerranéens de la Compagnie générale transatlantique et la Compagnie de navigation mixte fusionnent, aboutissant à la création de la Compagnie générale transméditerranéenne (CGTM). Tout juste fondée, la nouvelle entité envisage la construction de deux car-ferries destinés à renforcer les lignes vers l'Algérie et la Corse et rénover ainsi la flotte. Le premier, baptisé Provence, est prévu pour effectuer deux rotations par semaine entre Marseille et Alger hors saison, et trois pendant l’été, en remplacement du paquebot Kairouan. Son exploitation est guidée par la concurrence aérienne qui ne cesse de se renforcer. Pour être compétitif, le navire doit être équipé d'aménagements proposant un confort amélioré, notamment en classe économique. Son principal atout sera la possibilité pour les passagers de voyager avec leur véhicule, sans pratiquement de limitation de bagages. Le second navire, nommé Languedoc, remplacera le paquebot Ville de Marseille sur les lignes de la Corse. En raison toutefois de la saisonnalité du trafic et la nécessité de service public, il apparaît qu’une exploitation à l’année pèserait sur les résultats de la compagnie, il est donc prévu que ce navire soit exploité sur la Corse en saison estivale et pour des croisières outre-Atlantique le reste de l’année. D'une longueur de 135 mètres, leur capacité est arrêtée à 1 200 passagers et 225 véhicules répartis sur un garage de deux niveaux accessible par une porte-rampe à la poupe et quatre portes latérales. La majorité des cabines comporteront des sanitaires, et il est également prévu un bar Lido avec piscine et une brasserie pour la classe économique.
Les appels d’offres sont remportés par les chantiers navals italiens de Pietra Ligure, mieux disant que la concurrence française. Les commandes sont passées respectivement le 14 avril et 5 novembre 1970 pour des livraisons prévues les 30 juin 1972 et 1973,. Le 29 mars 1972, un avenant au contrat de construction du Languedoc est signé. Il porte sur des modifications du navire telles que la construction d’un bloc supplémentaire, le réaménagement de l’équipement de restauration et l'installation d’une porte d’étrave. Le port en lourd est modifié et la date de livraison est reportée au 15 novembre 1973.

### Construction
La construction du Provence débute à Pietra Ligure le 5 juillet 1971. Alors que le chantier se poursuit, le constructeur italien, en proie à des difficultés financières, n’honore pas le paiement de factures à un certain nombre de sous-traitants. Le Provence parvient cependant à être mis à l'eau le 6 août 1972 avant d'être remorqué à Gênes et immobilisé dans coin du port sans aucun moyen de manutention pour l'installation des moteurs. Ceux-ci, construits par les Chantiers de l'Atlantique, ne sont toujours pas livrés en octobre, faute de garanties suffisantes de paiement, compromettant la mise en service du Provence pour la saison 1973. À la fin de l'année 1972, les Chantiers navals de Pietra Ligure sont déclarés en faillite,. Compte tenu de leur impossibilité d’achever le Provence, ils concluent le 5 décembre 1972 une transaction avec la CGTM qui consent des sacrifices financiers non négligeables. Le navire n’est construit qu’à hauteur de 32,1% du prix contractuel, alors qu’un montant très supérieur a déjà été réglé.
Remorqué par le Laurent Chambon, le Provence quitte le port de Gênes à 16h00 le 7 décembre 1972, pour rejoindre Marseille. L’arrivée a lieu le lendemain vers 21h00, le remorqueur mouille à L'Estaque mais le vent de sud-est fraîchissant ainsi qu’une forte houle rendent impossibles toutes opérations. Le Provence, très léger, faute de moteurs et de ses annexes, embarde jusqu’à mettre le remorqueur en plein travers au vent et à la mer. La tenue au mouillage dans ces conditions s’avère impossible et il est décidé d’appareiller pour faire route vers la passe Sainte-Marie où le Laurent Chambon mouille. À 5h30, les remorqueurs Marseillais 15, Marseillais 11 et Marseillais 14 arrivent et le Provence peut enfin entrer dans le port de Marseille par la passe Sud. Avec l’aide supplémentaire du Provençal 7, le navire accoste au quai Gouret à 10h15.
Une fois le Provence au port de Marseille le 8 Décembre 1972, un appel d’offres est lancé en vue de l’achever en France. Le contrat d’achèvement est signé le 28 mars 1973 avec la Compagnie générale d'entretien et de réparation (Coger), dans lequel figure l’ajout d’une porte d’étrave,. Quant au Languedoc, au début de l'année 1973, 1 000 tonnes de coque sont montées sur cale et la commande des moteurs principaux n’a toujours pas été confirmée. La date de livraison ne pourra pas être respectée et les pénalités de retard atteindront le plafond des 10% du prix contractuel, permettant de faire jouer la clause du rebut. La CGTM souhaite ainsi se libérer du contrat en obtenant sa résiliation par voie arbitrale. Elle obtiendra gain de cause et le contrat de construction sera cédé à la société italienne Maritima Commercial Gasolera.
Le 3 avril 1973, tôt le matin, alors que le Provence est à quai en préparation pour son remorquage au Havre, le vent devient très violent. Le navire commence alors à jouer sur ses amarres et à s’écarter du quai. Le vent redoublant de violence, l’amarrage au complet cède progressivement. La coque commence alors à dériver, et heurter par l’arrière le couronnement du paquebot Ville de Bordeaux puis se met en travers du vent. Deux remorqueurs, les Provençal 8 et Provençal 1, parviennent à le crocheter à l’avant et à l’arrière, mais dérivent également jusqu’au moment où le bulbe d'étrave et la partie avant du Provence touchent les enrochements de la jetée. L’appui sur les enrochements durera une vingtaine de minutes jusqu’à ce que le navire soit repris par les remorqueurs et conduit au poste 124. Les dégâts se résument à une déchirure de 10 centimètres sur le côté bâbord avant du bulbe ainsi que quelques déformations et un morceau de la quille anti-roulis arraché. Le navire pourra cependant quitter Marseille le 5 avril suivant, pris en remorque de l’Abeille 30 et arriver le 14 avril dans son nouveau chantier de construction pour l'achèvement, au Havre. Les avaries occasionnées à la fois par l’immobilisation forcée de la coque dans les ports de Gênes et de Marseille puis par son long remorquage jusqu’au Havre nécessitent deux passages en cale sèche du 26 avril au 5 mai puis du 8 septembre au 3 octobre pour réparations et contrôles de la coque, ce qui entraînera un retard de la livraison par rapport à la date prévue.

### Service

#### CGTM/SNCM (1974-1989)
Le 7 juin 1974 à 14h30, le Provence prêt au service, quitte Le Havre sous les ordres du Commandant Mudry. Il accoste quelques jours plus tard à 11h15 le 11 juin à Marseille, au poste 88. Le navire est mis en service le 13 juin 1974 avec une semaine d’avance, il appareille le soir à 19h00, à destination de Porto Torres en Sardaigne, qu’il quittera le lendemain matin pour rejoindre Ajaccio. Le 17 juin, le Provence appareille de Marseille pour Bastia, en présence de M. De Joanis, président de la CGTM, pour ce qui devait être sa traversée inaugurale. Le lendemain, le dernier né de la flotte CGTM est présenté à la population bastiaise. Il en sera de même le 20 juin à Ajaccio où des officiels, des professionnels du tourisme et des journalistes ont embarqué la veille pour assister à la présentation officielle du navire. Le Provence remplace au sein de la flotte le Napoléon devenu obsolète,. Capable d'atteindre des vitesses de l'ordre des 22 nœuds, il est le navire le plus puissant de la compagnie, ce qui permet de diminuer la durée des traversées d'une heure et demi par rapport aux autres navires et ainsi effectuer deux voyages par semaine de plus que son prédécesseur.
Le 19 juillet, alors que le navire réalise une traversée entre Ajaccio et Marseille par mauvais temps de Nord-Ouest, les systèmes de verrouillage de l'étrave mobile sont arrachés. Par mesure de sécurité, le casque est provisoirement soudé à Marseille. En attendant la réparation, les véhicules seront embarqués par les portes latérales avant. Le casque d’étrave est finalement remplacé durant l’arrêt technique du 20 mai au 17 juin 1975, à Marseille. Il mesure 3,80 mètres de moins que le précédent, sa structure est renforcée avec un volume diminué. Par la même occasion, les tuyaux d’échappement sont allongés au-dessus du pavois de la cheminée afin d’éviter les rabattements des fumées et gaz sur la plage arrière.

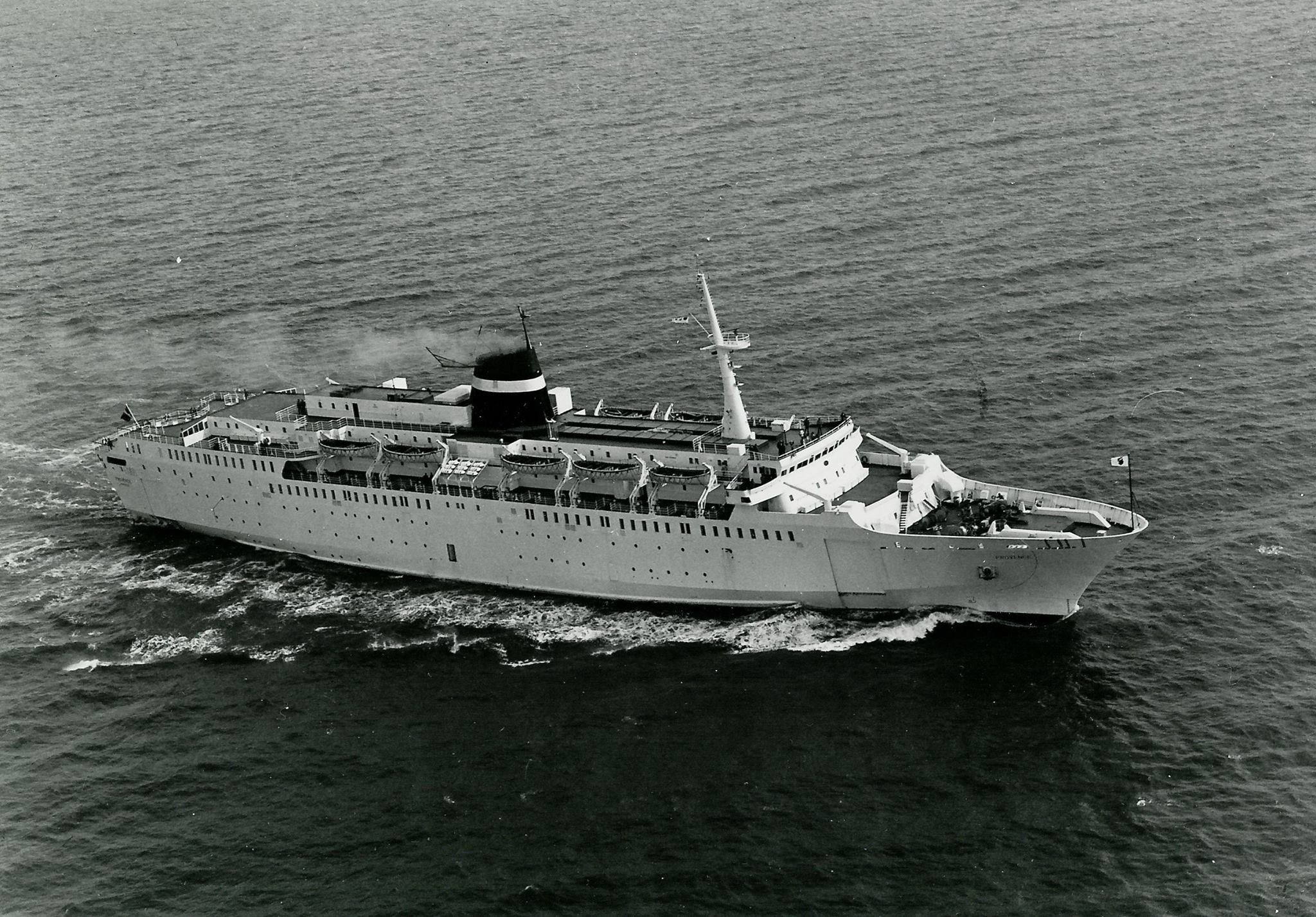
Le Provence sous les couleurs de la CGTM en 1975.

En prévision de l'arrivée du nouveau car-ferry Napoléon, un accord entre la Compagnie tunisienne de navigation et la CGTM est signé le 25 février 1976, afin d’affréter le Provence durant la saison estivale pour 17 voyages entre Marseille et Tunis. Cet accord stipule que le navire doit porter l'écusson sur la cheminée et le pavillon de la CTN. Le service technique prend donc les dispositions nécessaires pour que cette marque figure alternativement avec celle de la compagnie. Le 19 mars 1976, au départ de Marseille, le Provence arbore sur sa cheminée les couleurs de la SNCM, nouvelle entité succédant à la CGTM. À la suite du retrait de l‘Île de Beauté à la fin de l'année, le Provence est transféré à temps plein sur les lignes de la Corse.
Le 11 avril 1977, entre Bastia et Marseille, une passagère est gravement malade. Le navire fait route le plus rapidement possible vers Nice, d'où décolle un hélicoptère de la protection civile, dépêché par le CrossMed. Le commandant fait peindre un grand H sur la plage arrière afin de faciliter l’hélitreuillage de la passagère, qui se déroule sans incident.
Le 30 décembre 1978, à 6h40, par vent d'ouest force 6, peu après avoir doublé la Giraglia, une fusée rouge est aperçue. Le car-ferry met immédiatement le cap dessus ; la liaison est établie avec la station de Grasse, le sémaphore du cap Sagro et les navires dans les parages. A 7h31, le Provence manœuvre à proximité d’un voilier de type Gin fizz, le Dalila, afin de l’abriter du vent. Le canot de sauvetage SNSM de Bastia étant occupé à un autre sauvetage, le voilier est pris en remorque de 8h30 à 11h06, à allure très réduite car le vent a forci, passant Ouest Sud Ouest 10 à 11 (65 nœuds – rafales 80 nœuds). À 11h40, le canot de sauvetage de Bastia prend la relève et le Provence attend l’accalmie devant le port, pour accoster finalement à 14h12, au quai du Fango.
Le 21 septembre 1979, par gros temps d’Ouest, entre Propriano et Toulon, 3 personnes en détresse à bord du navire de plaisance Gédéon sont sauvées au large de l'Île du Levant.
Le 28 août 1980, entre Marseille et Propriano, une fusée rouge est aperçue. Une demi-heure plus tard, les cinq membres d’équipage du yacht anglais Reny sont recueillis à bord.
À partir de 1981, en raison de l’entrée en flotte de l’Estérel, la SNCM décide de désarmer le navire pour la saison d'hiver le 14 octobre. Mis en hivernage au quai de la Corse à Toulon, le Provence devient alors un navire saisonnier ne naviguant plus qu'en été. Il est prévu qu'il conserve ce schéma d'exploitation jusqu'à son retrait du service que la compagnie avait initialement fixé pour 1985, cependant, une baisse du trafic intervenue en 1983 donnera au navire un sursis de quelques années au sein de la flotte. Il est envisagé un temps, pour l'hiver 1981-1982, une exploitation sur des mini-croisières au départ de Marseille vers l'Espagne ou l'Italie, mais le projet ne se réalisera cependant pas.
À compter du 24 mai 1982, le Provence est affrété par l’État Français pour le transport de Sète à Beyrouth d'un bataillon de militaires devant s'intégrer à la FINUL (Forces Intérimaires des Nations unies au Liban), le 8e RPI.Ma de Castres. Le navire arrive à Beyrouth le 28 mai à 6h00. Après avoir débarqué les 592 hommes et leur matériel, le Provence appareille à 11h00 en direction du port de Kalí Liménes, sur la côte Sud de la Crète, afin de s'avitailler en carburant et eau douce. Il rejoint par la suite Marseille.
Le 8 août 1984, à 3h00, un message Mayday est envoyé par le voilier Fugue, avec 3 personnes à son bord. Le voiler de 9 mètres se situe à 40 nautiques des îles Sanguinaires, il signale une importante voie d’eau. Immédiatement, cinq navires dans les parages, dont le Napoléon, l’Aude et le Provence informent le CrossMed qu’ils se déroutent vers le point indiqué par le voilier en détresse. À 4h10, un échange par VHF s’établit entre le voilier et le Provence ; celui-ci demande à l’embarcation en difficulté de tirer une fusée rouge pour être repéré. Ce qui est fait immédiatement ; les trois navires de la SNCM convergent vers le lieu du tir et aperçoivent à 4h30 un fumigène. C’est finalement le Provence, le plus proche, qui récupère les trois occupants bien que l’opération se soit avérée délicate en raison de la mer agitée. Le Provence peut alors faire de nouveau route vers Calvi.
En 1988, lors de sa dernière saison d'exploitation, le Provence arbore sur sa cheminée les nouvelles couleurs SNCM Ferryterranée. Le 3 octobre dans la soirée, le navire quitte pour la dernière fois la Corse en appareillant de Propriano pour Marseille. Arrivé à destination le lendemain, il achève sa toute dernière traversée commerciale pour le compte de la SNCM puis est désarmé pour la saison d'hiver. Remplacé au sein de la flotte par l'imposant Danielle Casanova en 1989, le Provence est vendu le 15 juin à l'armateur grec Laurel Sea Transports.

#### Arkadia Lines (1989-1996)
Rebaptisé Poseidon Express, le navire rejoint la Grèce après avoir été réceptionné par son nouveau propriétaire. Après quelques transformations, comprenant notamment la mise aux standards de son nouvel exploitant, le navire est mis en service au cours de l'été 1989 sur les liaisons de la compagnie Arkadia Lines en mer Égée entre Le Pirée et l'archipel des Cyclades.
En 1990, des travaux de transformations sont réalisés sur le navire aux chantiers de Perama. D'importantes modifications sont effectuées au niveau de la poupe, les superstructures au-dessus de la plage arrière sont agrandies, les deux portes latérales arrières sont supprimées et la porte axiale est remplacée par une pièce plus large, abritant notamment deux accès latéraux pour les passagers piétons rajoutés à l'occasion. À cette époque, le Poseidon Express est considéré comme le meilleur navire en service sur ces lignes. Il est d'ailleurs l'un des car-ferries les plus rapides classés par le registre grec grâce à sa vitesse de 22 nœuds réduisant considérablement le temps des traversées.
La carrière du navire prendra cependant fin le 20 avril 1996. Alors que le Poseidon Express est sur le point d'accoster au port de Parikiá, sur l'île de Paros, le car-ferry Naïas Express, stationné à proximité, rompt ses amarres et se met à dériver en direction du navire. La collision est évitée de justesse, cependant, le Poseidon Express heurte un récif, ouvrant une voie d'eau. Le navire accoste au port, puis décharge la totalité des passagers et leurs véhicules ainsi que les membres de l'équipage. Malgré les dispositifs mis en place, le car-ferry continue à se remplir d'eau et chavire lentement sur bâbord. Le lendemain, le navire est complètement couché et seul son flanc tribord dépasse de la surface. Les travaux de renflouement débutent en juin et le navire est remis à flot le 8 juillet. Remorqué à Éleusis, il est finalement déclaré en perte totale à la fin de l'année 1996. Vendu à la société Beacon Marine Enterprises et rebaptisé Bel Air en août 1997, il est envoyé à la casse deux ans plus tard. Après avoir quitté Éleusis en remorque, l'épave est échouée à Aliağa le 31 juillet 1999 puis démantelée.

## Aménagements
Le Provence possédait 9 ponts numérotés de G à O. Le pont O était le plus bas, tandis que le G était le plus élevé. À l'exception du pont O, les autres ponts du navire suivent l'ordre alphabétique. Cependant, contrairement à beaucoup de navires contemporains, le pont A correspond au pont situé dans les basses structures du car-ferry et le pont B se trouve au-dessus et ainsi de suite. Deux ponts (D et E) étaient entièrement consacrés aux passagers. L'équipage était, pour sa part, logé aux ponts F et B.

### Locaux communs
À sa mise en service, le Provence était équipé d'un restaurant de 186 couverts, le Grand Large sur le pont D, d'une brasserie de 126 places, Les Calanques située au pont O, de deux bars situés aux ponts D et E, d'une boutique au pont D et d'une piscine au pont E.
La disposition des installations du navire au cours de sa carrière sous pavillon grec est restée sensiblement identique, bien que la décoration et le mobilier aient probablement été modifiés. De nouveaux locaux ont également pu être ajoutés lors de la refonte de 1990.

### Cabines
À l'époque, les prestations du Provence étaient divisées entre la 1re classe et la 2e classe. Cette séparation ne s'appliquait qu'aux installations, la totalité des passagers pouvait avoir accès à l'ensemble des locaux publics. Le navire proposait deux configurations selon que la traversée se déroulait de nuit ou de jour.
Pour les traversées de nuit, la 1re classe proposait sur le pont E 20 cabines extérieures à quatre places, huit à deux et 35 cabines internes à deux. Sur le pont D se trouvaient 14 cabines extérieures à deux, 34 cabines intérieures à deux et quatre à quatre places. Enfin sur le pont C étaient situées quatre cabines externes à quatre et huit à trois. Les cabines situées sur les ponts E et D étaient toutes équipées de sanitaires privés comprenant douche, WC et lavabo tandis que celles du pont C n'étaient équipées que d'un lavabo. Durant les traversées de jour, les cabines de 1re classe étaient converties en compartiments proposant un total de 202 places assises.
En 2e classe, les passagers avaient à leur disposition 63 cabines internes avec lavabo situées sur le pont A, en dessous des garages, pour un total de 246 places en couchette. Parmi ces cabines, dix étaient à deux places, 46 à quatre et 7 à six. Le reste des passagers voyageait en fauteuil Pullman répartis au sein de six salons situés sur les ponts D, C et B.

## Caractéristiques
Le Provence mesurait 135,31 mètres de longueur pour 20,70 mètres de largeur, son tonnage était de 7 824 UMS. Le navire avait une capacité de 1 288 passagers répartis en deux classes et était pourvu d'un garage pouvant contenir 225 véhicules répartis sur deux ponts, le garage était accessible par six portes rampes, une à l'avant 4,50 mètres de hauteur et 3,30 mètres de largeur sous le casque, une à l'arrière 4,50 mètres de hauteur et 5 mètres de largeur et deux sur chaque flancs du navire à la proue et à la poupe 4,50 mètres de hauteur et 4 mètres de largeur. En 1990, les portes latérales arrière sont condamnées. La propulsion du Provence était assurée par deux moteurs Pielstick 16PC3V développant une capacité de 24 000 ch faisant filer le navire à une vitesse de 22 nœuds. Le car-ferry était, en outre, doté d'un propulseur d'étrave de 800 chevaux et d'un système de stabilisateurs anti-roulis à ailerons AEG. Le navire disposait, à sa mise en service, de dix embarcations de sauvetage de taille moyenne, en 1990, quatre embarcations sont retirées et remplacées par des radeaux de sauvetage.

## Lignes desservies
Au début de sa carrière pour la CGTM et également pour la SNCM, le Provence était principalement placé sur la Corse et desservait les ports de Bastia et d'Ajaccio au départ de Marseille et de Toulon. Il effectuait également des traversées à destination de l'Algérie vers Alger, Oran ou Annaba. À partir de 1979, le navire est placé sur la desserte de Propriano, Calvi et Bastia au départ de Nice et Toulon ainsi que la ligne entre Toulon et Porto Torres en Sardaigne. À partir de 1981, le Provence n'est employé qu'en saison au départ de Toulon et Nice vers Propriano et Calvi et Porto Torres.
À partir de 1989, le navire, rebaptisé Poseidon Express est exploité par la compagnie grecque Arkadia Lines entre Le Pirée et les îles de Paros, Naxos, Ios et Santorin. La carrière du navire sera interrompue en 1996 à cause de son naufrage dans le port de Parikias dans l'île de Paros.